# Öffentliche Zukunftsuniversität Hakodate
Koordinaten: 41° 50′ 30,5″ N, 140° 46′ 1,2″ O

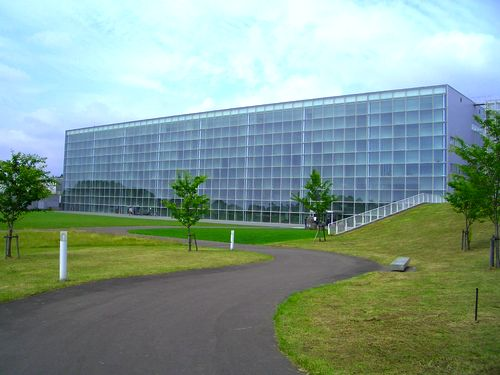
Hauptgebäude (2005)

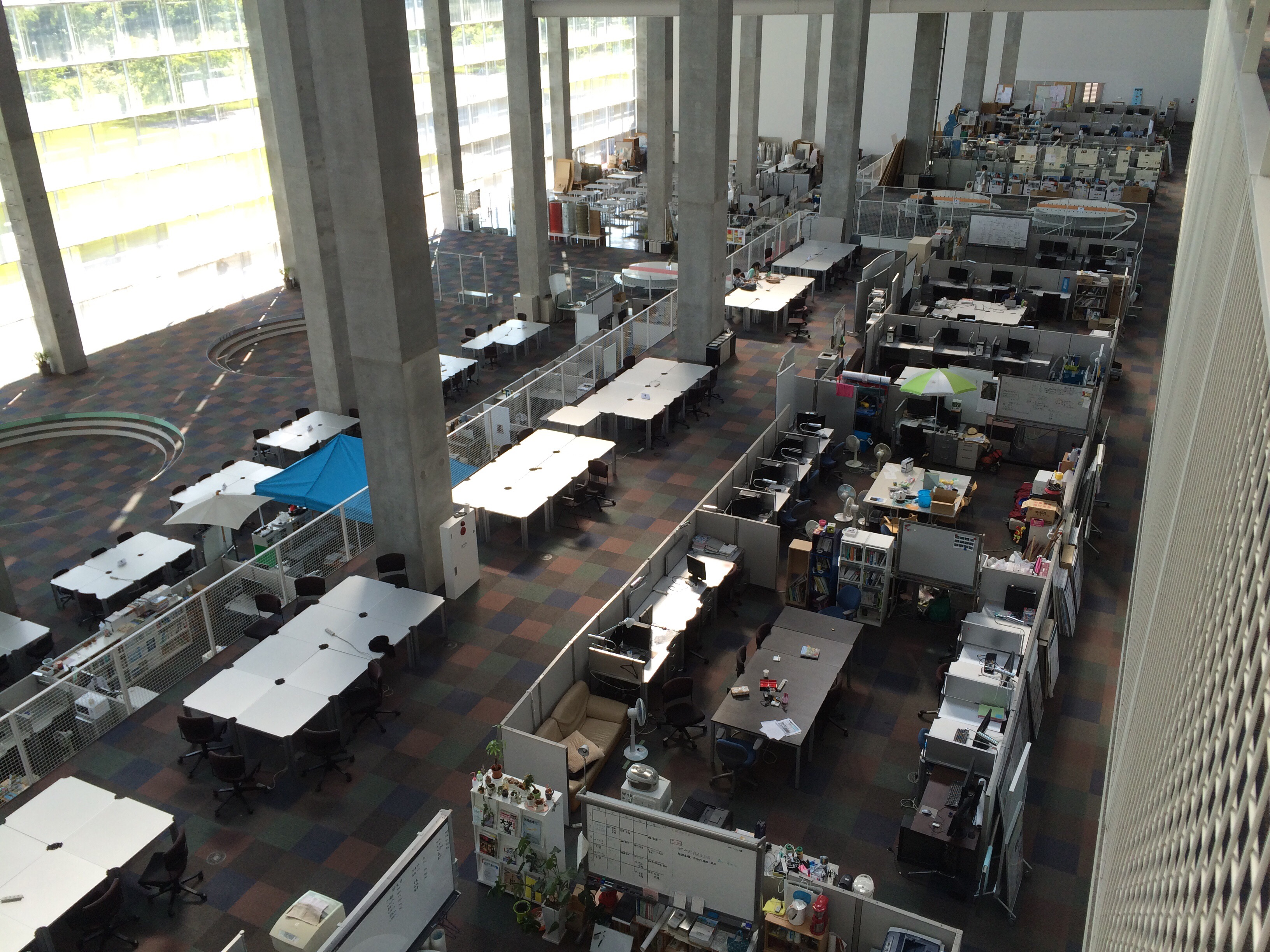
Im Gebäude (2015)

Die Öffentliche Zukunftsuniversität Hakodate (japanisch 公立はこだて未来大学 Kōritsu Hakodate mirai daigaku; engl. Future University Hakodate, kurz: FUN) ist eine städtische Universität in Hakodate, Hokkaidō (Japan).
Gegründet wurde sie 2000 vom Hakodate-Gebiet-Zweckverband für Öffentliche Universität (函館圏公立大学広域連合, Hakodate-ken kōritsu daigaku kōiki rengō); die Mitglieder (Gemeinden) waren heutige Hakodate, Hokuto und Nanae. 2003 gründete sie die Graduate School.
Das Hauptgebäude, ein Werk von Riken Yamamoto, hat einen großen offenen Raum vom 1. bis zum 5. Stock – genannt „The Studio“; viele Zimmerwände des Hauptgebäudes bestehen aus Glas statt aus Beton. Die Architektur ist dem Motto der Universität „Open space, open mind“ gemäß entworfen.

## Fakultäten
- Fakultät für System- und Informationswissenschaft
  - Abteilung für Media Architecture
  - Abteilung für Komplexe und Intelligente Systeme